# Bryodixonia
Bryodixonia là một chi rêu trong họ Orthotrichaceae.